# ماركوس مينيتي
ماركوس مينيتي (بالإسبانية: Marcos Minetti)‏ (17 أبريل 1989 ببارانا، انتري ريوس في الأرجنتين - ) هو لاعب كرة قدم أرجنتيني في مركز الوسط.

## وصلات خارجية
- ماركوس مينيتي على موقع قاعدة بيانات كرة القدم.إي يو (الإنجليزية)
- ماركوس مينيتي على موقع Soccerway.com (الإنجليزية)